# Calceolaria flexuosa
Calceolaria flexuosa är en toffelblomsväxtart. Calceolaria flexuosa ingår i släktet toffelblommor, och familjen toffelblomsväxter.

## Underarter
Arten delas in i följande underarter:
- C. f. chrysocalyx
- C. f. flexuosa